# Conus guanahacabibensis
Espèce
Conus guanahacabibensis est une espèce de mollusques gastéropodes marins de la famille des Conidae.
Comme toutes les espèces du genre Conus, ces escargots sont prédateurs et venimeux. Ils sont capables de « piquer » les humains et doivent donc être manipulés avec précaution, voire pas du tout.

## Distribution
Cette espèce marine d'escargot conique se trouve au large de Cuba.

## Taxonomie

### Publication originale
L'espèce Conus guanahacabibensis a été décrite pour la première fois en 2016 par les malacologistes cubains José Espinosa et Jesús Angel Ortea Rato dans la publication intitulée « Revista de la Academia Canaria de Ciencias »,.

## Identifiants taxonomiques
Chaque taxon catalogué par les bases de données biologiques et taxonomiques possède un identifiant qui permet d'établir un point de référence. Les identifiants de Conus guanahacabibensis dans les principales bases sont les suivants :
CoL : XXJ6 - GBIF : 9490919 - iNaturalist : 931622 - WoRMS : 932599